# 七边形
七邊形（英語：heptagon）在幾何學中，是指有七條邊和七個頂點的多邊形，其內角和為900度。七邊形有很多種，其中對稱性最高的是正七邊形。其他的七邊形依照其類角的性質可以分成凸七邊形和非凸七邊形，其中凸七邊形代表所有內角角度皆小於180度。非凸七邊形可以在近一步分成凹七邊形和星形七邊形，其中星形七邊形表示邊自我相交的七邊形。

## 正七邊形
正七邊形是指所有邊等長、所有角等角的七邊形，由七條相同長度的邊和七個相同大小的角構成，是一種正多邊形，因此在施萊夫利符號中可以用 {\displaystyle \left\{7\right\}} 表示。正七邊形的內角是{\displaystyle {\frac {5\pi }{7}}\,}弧度，為128.571428度，其中角度的小數為循環小數，值為{\displaystyle {\frac {4}{7}}\,}。

### 面積
正七邊形的面積（A）可以利用其邊長（a）來計算：
{\displaystyle A={\frac {7}{4}}a^{2}\cot {\frac {\pi }{7}}\simeq 3.634a^{2}}。
將正七邊形的頂點與幾何中心相連可以將正七邊形分成七個扇三角形，這些三角形可再藉由邊心線將之一分為二。正七邊形的邊心距是{\displaystyle {\frac {\pi }{7}}}正切值的一半，而這十四個小三角形的面積就會是四分之一倍的邊心距。
其確切的代數式是三次方程{\displaystyle x^{3}+x^{2}-2x-1}，其中的一個根為{\displaystyle 2\cos {\tfrac {2\pi }{7}}}，在複數中表示為：
{\displaystyle A={\frac {a^{2}}{4}}{\sqrt {{\frac {7}{3}}\left(35+2{\sqrt[{3}]{14^{2}(13-3{\sqrt {-3}})}}+2{\sqrt[{3}]{14^{2}(13+3{\sqrt {-3}})}}\right)}},}
其中，複數中的虛數部最後會互相抵銷使結果為實數。這個表達式不能被全部是實數的式子重寫，也不能透過化簡消去其虛數的部分。

### 構造
正七邊形的邊數7是一個皮爾龐特質數但不是費馬質數，因此不能用沒有刻度的直尺和圓規來作圖，但可以用一把有刻度的尺來作圖。這種作圖法稱為紐西斯作圖法，正七邊形也可以用摺紙作出或者用圓錐曲線作出。單用無刻度直尺和圓規不可能作出正七邊形是因為，通過觀察發現，{\displaystyle 2\cos {\frac {2\pi }{7}}\approx 1.247}是不可约三次多项式{\displaystyle f(x)=x^{3}+x^{2}-2x-1\,}一个零點。因此這個多項式是：{\displaystyle 2\cos {\frac {2\pi }{7}}}的最小多項式。
然而尺規作圖仍可以作出近似的正七邊形。
| 從內角完成正七邊形的二刻尺作圖。 | 外接圓半徑為{\displaystyle {\overline {OA}}=6}的正七邊形二刻尺作圖動畫。此法根據安德魯·馬太·格里森基於三等分角。 |
| 僅僅使用直尺和圓規，可以近似作出正七邊形，誤差大約為{\displaystyle \approx 0.2\%}。設 {\displaystyle A} 為圓周上一點，作圓弧{\displaystyle BOC}。那麼{\displaystyle BD={1 \over 2}BC}大約就是圓內接正七邊形的邊長。 | 另外一種正七邊形的近似作圖 {\displaystyle \angle AMB=51.42855809...^{\circ }} ; 360° ÷ 7 = 51.42857142...° {\displaystyle \angle AMB-360^{\circ }\div 7=-0.00001333...^{\circ }} (1 arcsec = 0.00027...°) 作圖誤差: 在外接圓半徑 {\displaystyle r=}10 km時，第一條邊的絕對誤差大約是-2.1 mm. |

### 近似作圖

正七边形的近似作图

下圖顯示了一個具有約0.2％誤差的正七邊形近似作圖，近似值来自于{\displaystyle 2\sin {\frac {\pi }{7}}\approx {\frac {\sqrt {3}}{2}}}（即{\displaystyle 0.867\,767\cdots \approx 0.866\,025\cdots }）。此法由阿爾佈雷希特·丟勒提出

### 特定邊長的近似作圖

若將一個七邊形的邊長以{\displaystyle S=3{\tfrac {2}{11}}}單位長繪製在圓半徑為{\displaystyle R=3{\tfrac {2}{3}}}的外接圓上時，其絕對誤差可以降低到0.00013%。
這種近似值來自於{\displaystyle {\tfrac {S}{R}}=\ 2\sin {\tfrac {\pi }{7}}\approx 1-\left({\tfrac {4}{11}}\right)^{2}}。這種正七邊形畫法誤差十分小，即使繪製外接圓半徑1公里大的正七邊形誤差也僅有1.1毫米。

### 對稱性

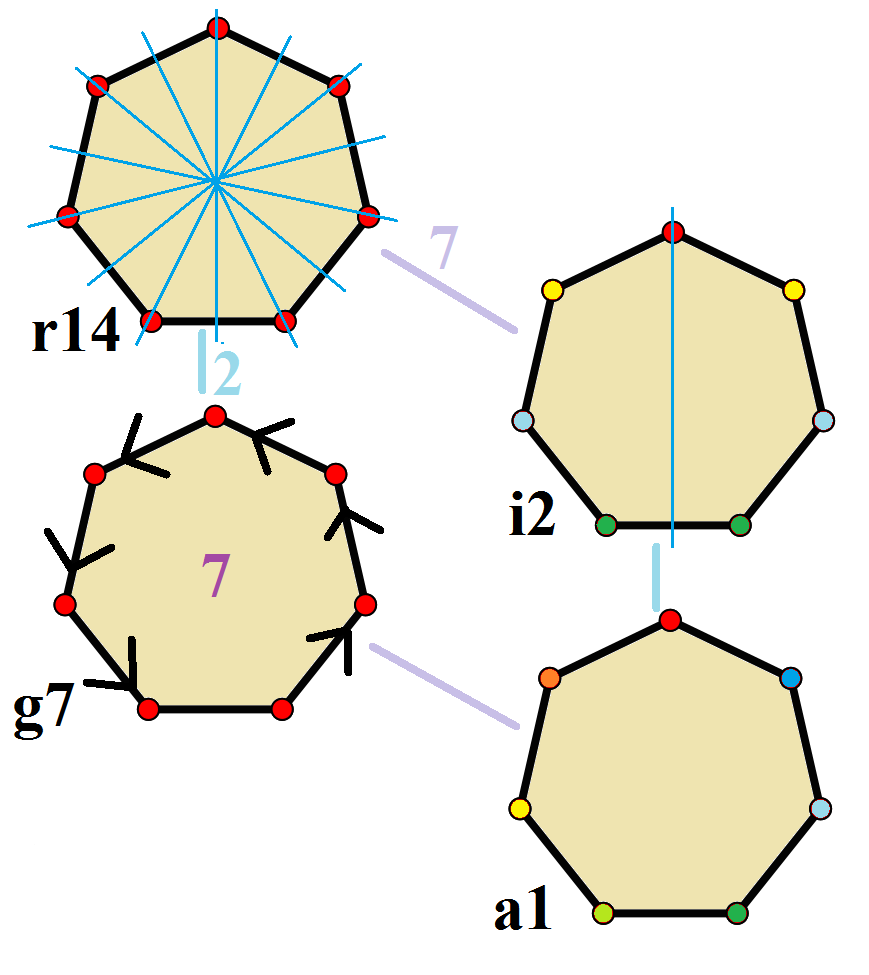
正七邊形的對稱群。頂點的顏色是依照其對稱特性繪製

正七邊形具有14階的Dih7二面體對稱，由於7是一個質數，因此其只有一個子群：Dih1以及2個環形對稱群：Z7和Z1。

### 對角線和七邊三角形
若一正七邊形邊長為 {\displaystyle a}、最短對角線為 {\displaystyle b}、最長對角線為 {\displaystyle c}，其滿足等式{\displaystyle a<b<c} :Lemma 1
{\displaystyle a^{2}=c(c-b),}
{\displaystyle b^{2}=a(c+a),}
{\displaystyle c^{2}=b(a+b),}
{\displaystyle {\frac {1}{a}}={\frac {1}{b}}+{\frac {1}{c}}}  （倒數和等式）

## 命名
七边形的英文名稱是heptagon，而有时也叫做septagon，"sept-"（septua-的母音音節省略，是一個從拉丁語引進的數學前綴）來表示「七、七的」，而不是hepta-（一個從希臘語引進的數學前綴，應用於大多數英語中數學、化學等學術類術語命名的前綴）。

## 使用

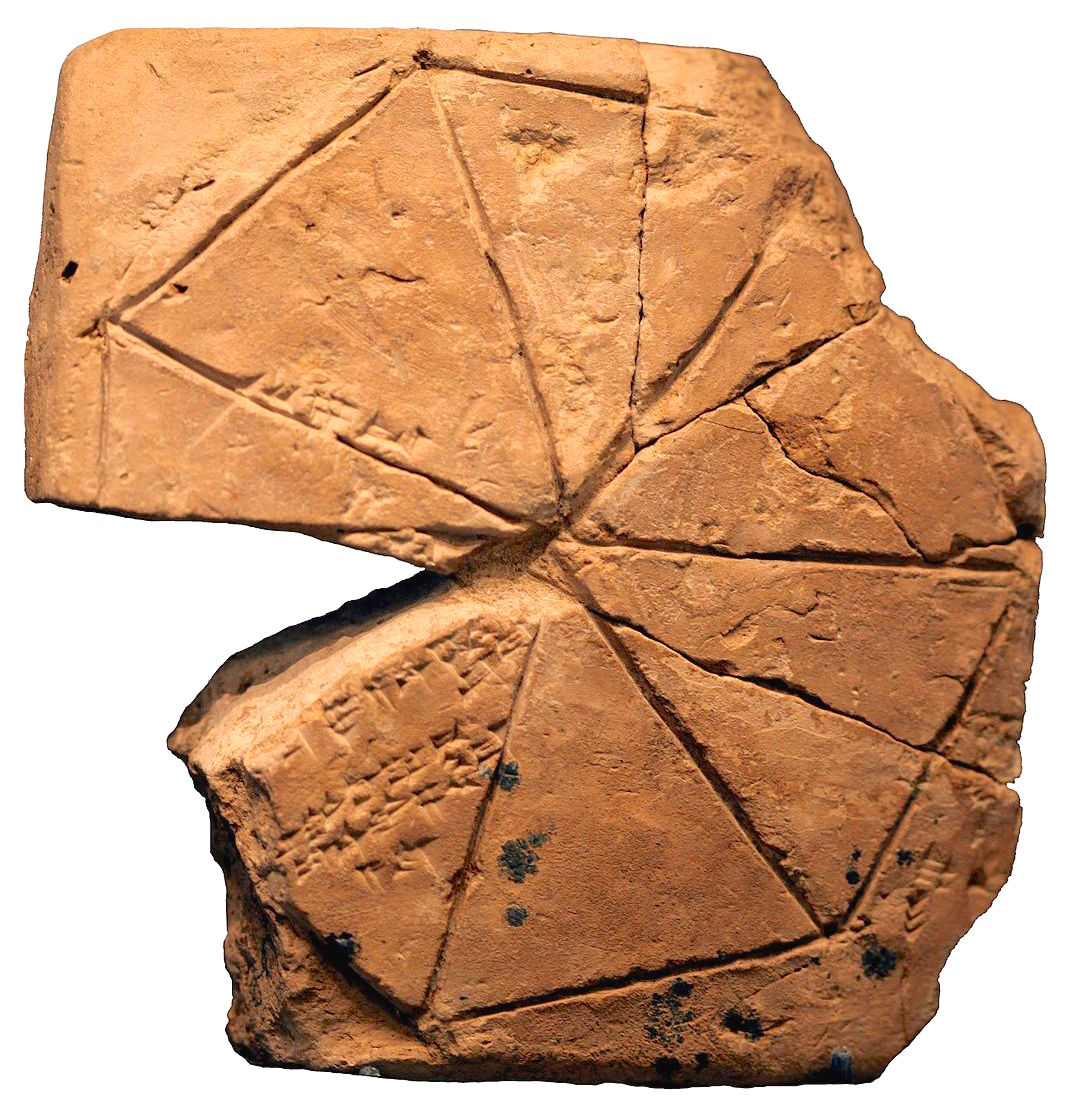
畫上對角線分成三角形的七邊形泥板。在西元前2000前被用在學校教導幾何圖形概念

於2006年，英國正流通兩種正七邊形硬幣，即大不列顛五十便士（50p）和大不列顛二十便士（20p）。二十歐分硬幣側表面上的凹形也使它與正七邊形極為相似。嚴格地說，這些硬幣的形狀是一個曲線的七邊形，它們被稱作定長曲線：這些外表面呈曲線的邊能夠便於硬幣在自動販賣機裡面更加流暢光滑地滾動。
在雙曲面上，正七邊形可構成正七邊形鑲嵌。下圖是正七邊形鑲嵌的龐加萊投影

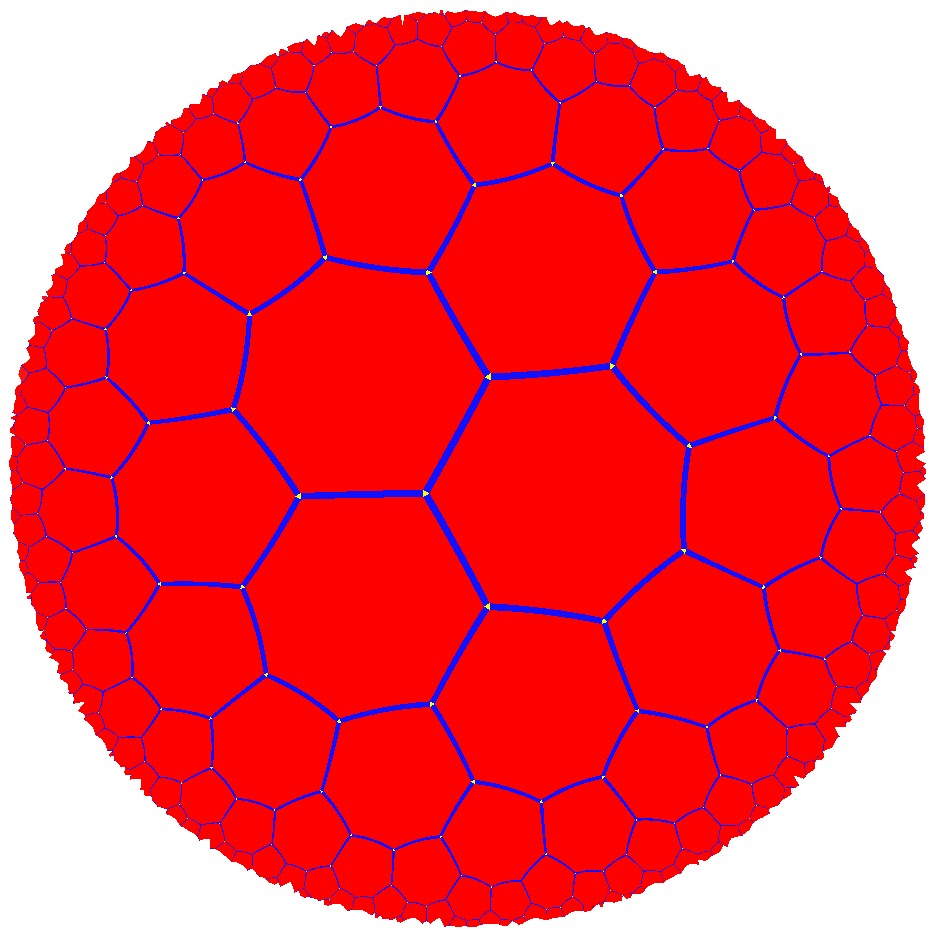
正七邊形鑲嵌

## 扭歪七邊形

一個正扭歪七邊形，位於六維正七胞體中

扭歪七邊形，又稱不共面七邊形，是指頂點並非完全共面的七邊形。除了三維空間的扭歪七邊形之外，扭歪七邊形亦可以在一些高維度的多胞體中找到，通常會以皮特里多邊形的方式存在。例如六維正七胞體的皮特里多邊形就是一個扭歪七邊形，其具有A10 [3,3,3,3,3] 的考克斯特群的對稱性。

## 圖
K7完全圖經常會被以正七邊形的圖形繪製來描述其21條連接邊。這個圖與六維正七胞體的正投影圖同為7個頂點和21條邊。
| 六維正七胞體 |

另外K7完全圖也顯示了七邊形的14條對角線。

## 自然界中的七邊形
部分植物會以七邊形的方式生長，例如部分的仙人掌：

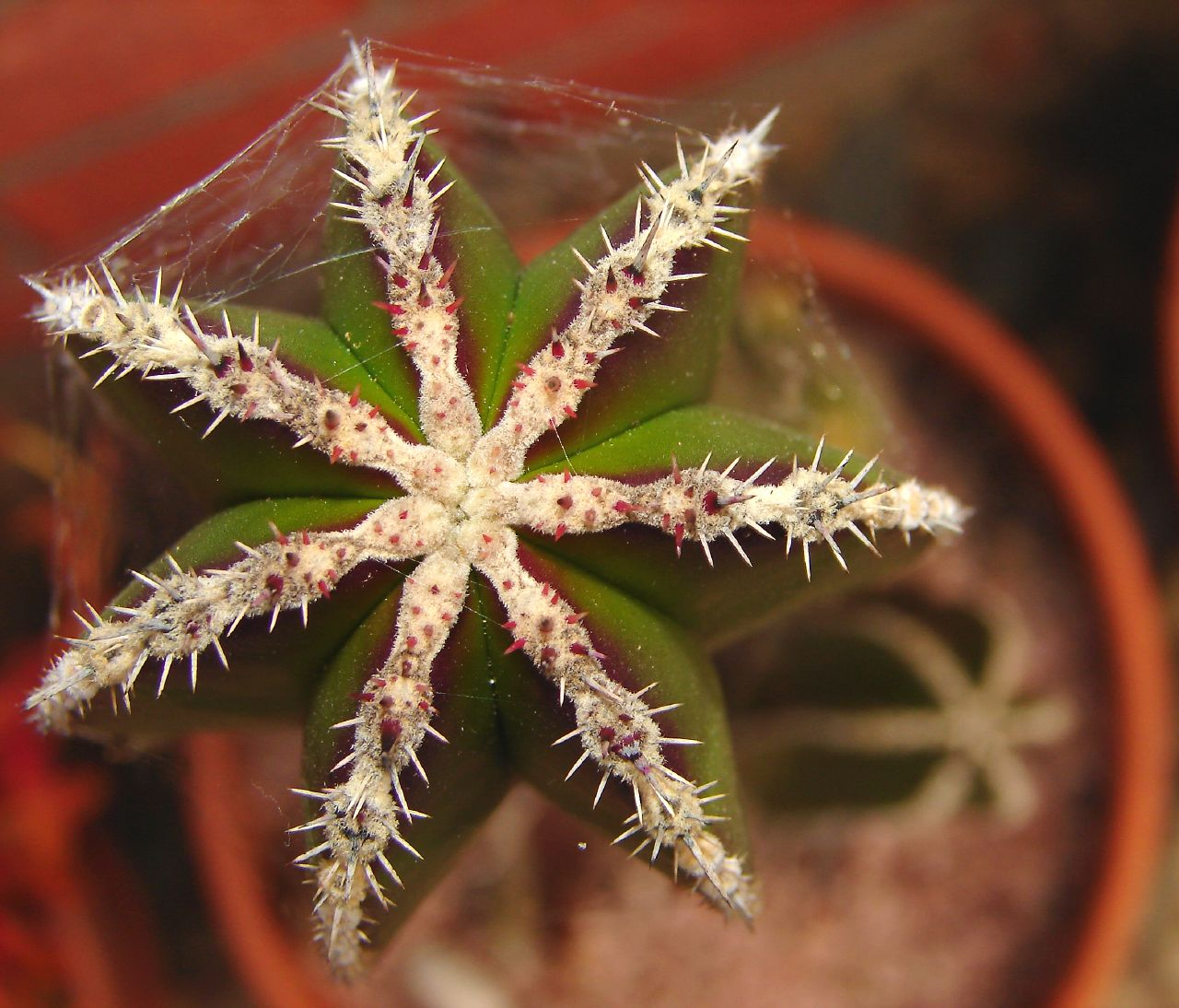
仙人掌